# Sant Martí Sesgueioles
Sant Martí Sesgueioles (spanisch San Martín Sasgayolas) ist eine katalanische Gemeinde (Municipio) mit 360 Einwohnern (Stand: 2024) in der Provinz Barcelona im Nordosten Spaniens. Sie liegt in der Comarca Anoia. 

## Lage
Sant Martí Sesgueioles liegt etwa 56 Kilometer nordwestlich von Barcelona in einer Höhe von ca. 645 m. 

## Bevölkerungsentwicklung
| Jahr      | 1970 | 1981 | 1991 | 2001 | 2011 | 2021 |
| Einwohner | 510  | 415  | 363  | 353  | 380  | 344  |

## Sehenswürdigkeiten
- Burgruine von Vilallonga
- Martinskirche
- Valentinskapelle
- Marienkapelle

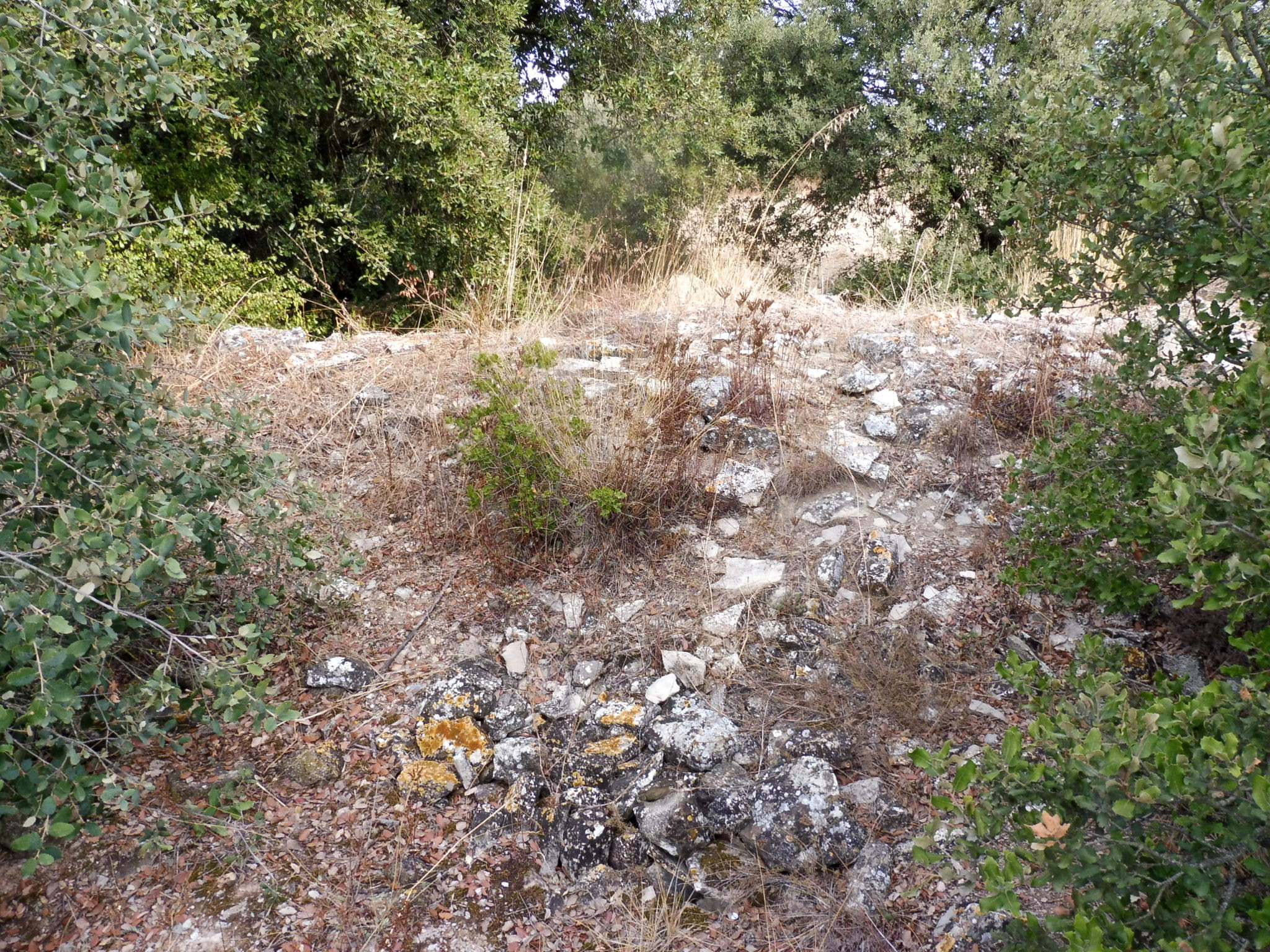
Burgruine
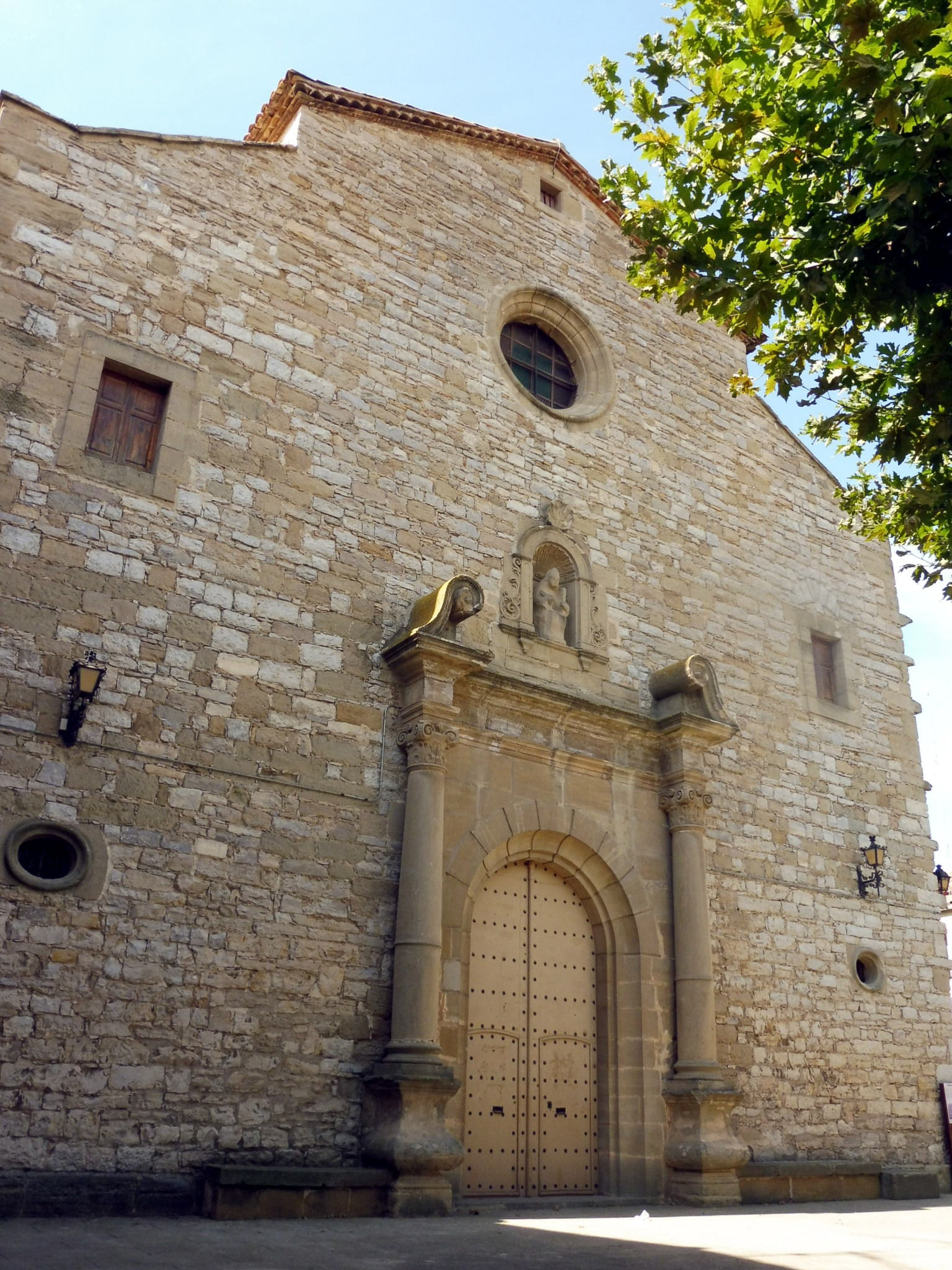
Martinskirche
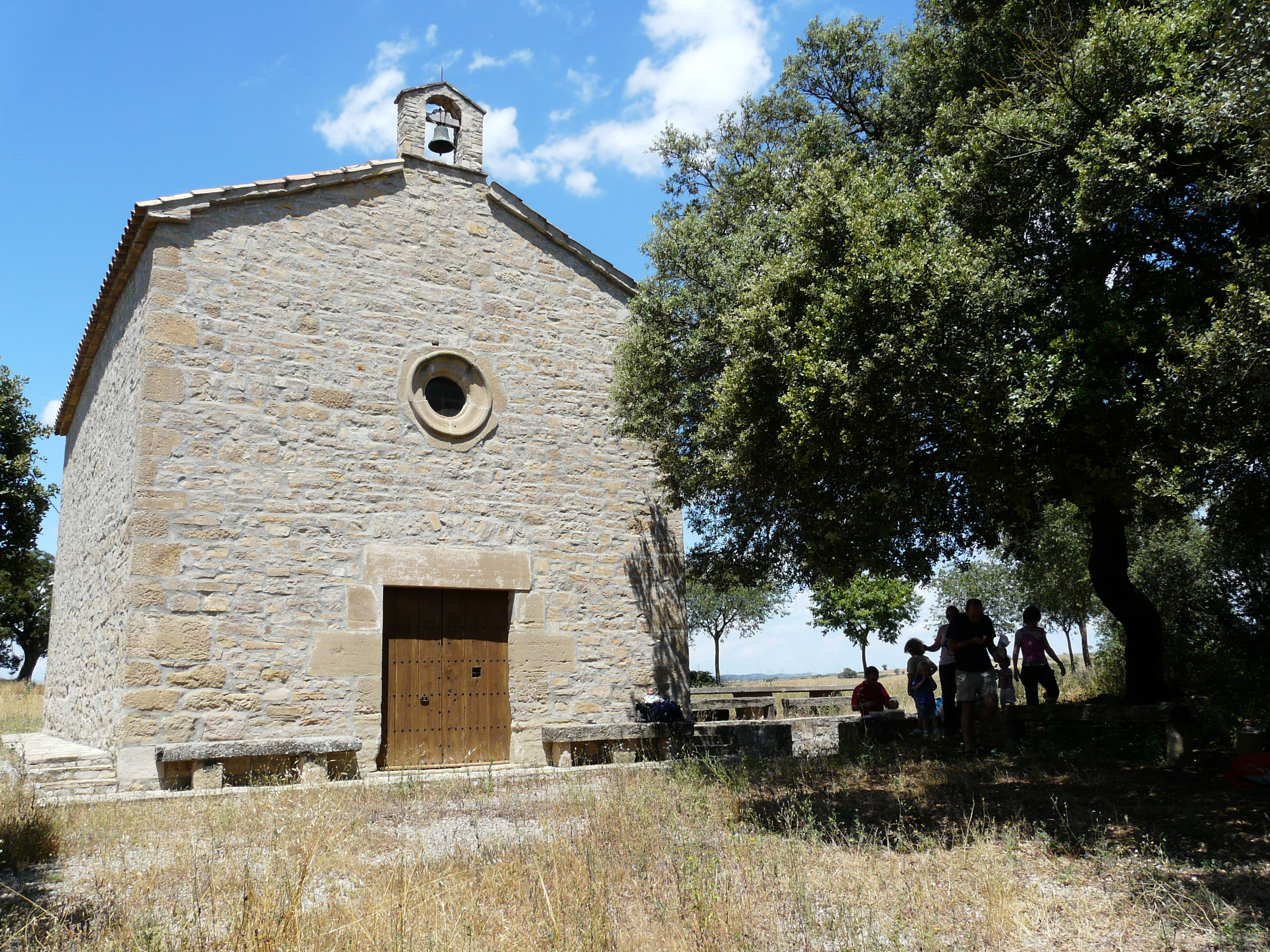
Valentinskapelle
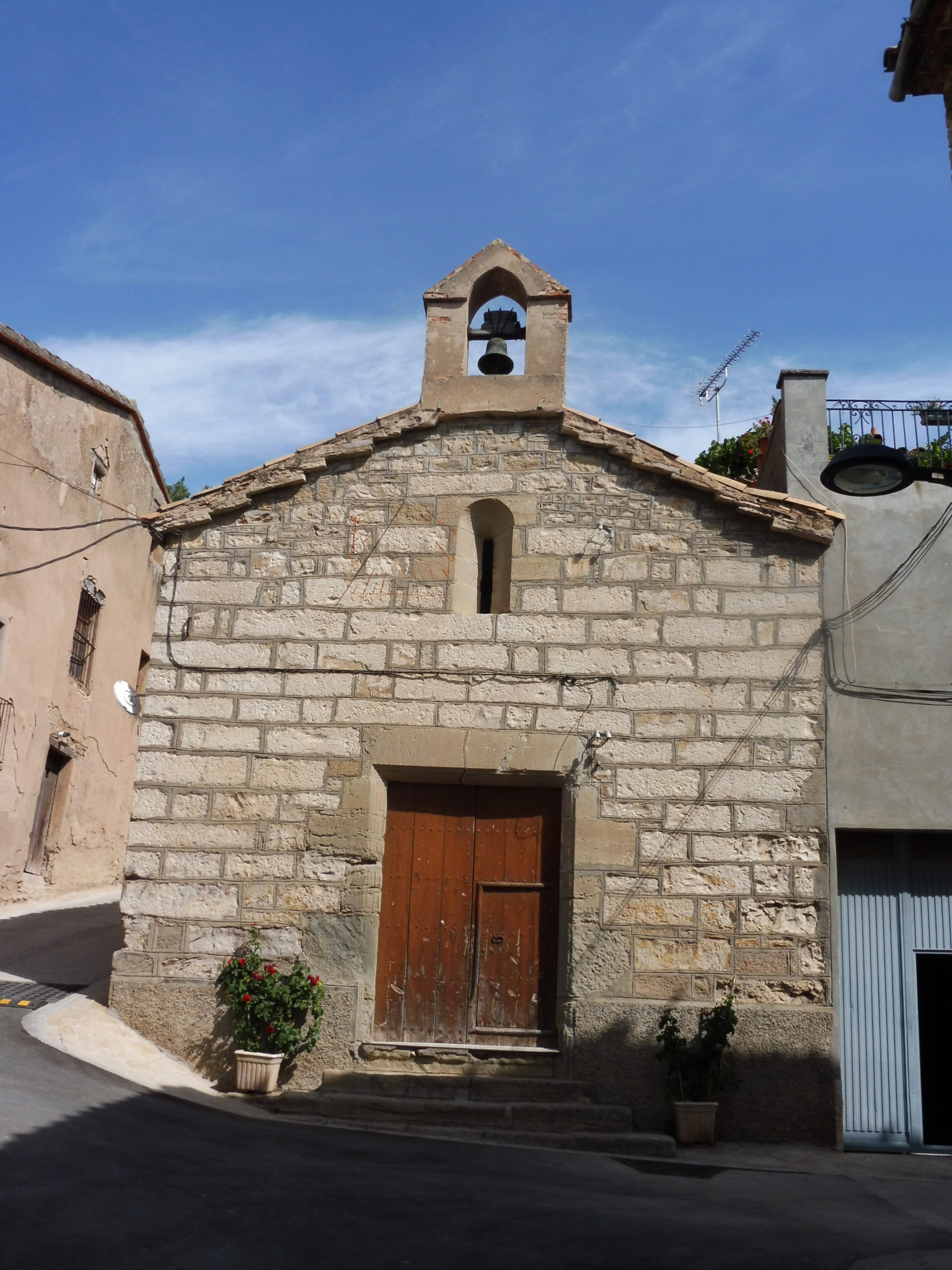
Marienkapelle